# اکبر ابراهیمی

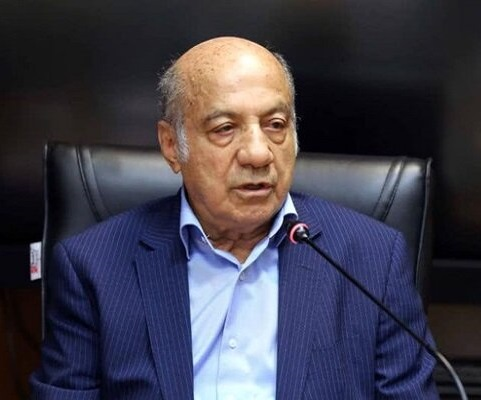
اکبر ابراهیمی

اکبر ابراهیمی (زاده ۱۳۲۳) صنعتگر برنده لوح و نشان امین‌الضرب است که در سال ۱۳۵۴ مجموعه صنعتی پاکشوما را برای تولید ماشین‌های لباسشویی نیمه اتوماتیک راه‌اندازی کرد. ابراهیمی جزو خیرین مدرسه ساز نیز می‌باشد و در ساخت بالغ بر ۱۰۰ مدرسه مشارکت داشته است. وی همچنین، در تولید لوازم خانگی کشور، جزو برندهای اصلی کشور شده و در سال ۱۳۹۳ نشان رهبران کارآفرینی کشور را کسب نموده است و در سال ۱۳۹۶ از سوی سازمان بهزیستی کشور تندیس چهره ماندگار خیرین را دریافت کرد.

## زندگی
ابراهیمی در سال ۱۳۲۳ در خانواده‌ای مذهبی در شهر تهران متولد شد. او از زمان شروع دوران نوجوانی، به سبب وضعیت اقتصادی خانوادگی و همچنین به منظور کمک به پدرِ خود، به بازار کار ورود پیدا کرد. این صنعتگر هنگامی که ۱۷ ساله بود، روی به فعالیت‌های صنعتی آورد و در سال ۱۳۵۴ زمانی که ابتدای ورود دهه ۳۰ زندگی‌اش محسوب می‌شد، مجموعه صنعتی پاکشوما را با هدف ساخت ماشین‌های لباسشویی نیمه اتوماتیک راه‌اندازی نمود.

## تولیدات در کارخانه
این صنعتگر در مجموعه صنعتی پاکشوما، پس از تولید ماشین‌های لباسشویی، به ساخت دیگر لوازم خانگی همانند ماشین ظرفشویی، یخچال سایدبای‌ساید، مایکروفر، جاروبرقی، کولرهای آبی و گازی نیز پرداخته است.

## تندیس‌ها
- نشان امین‌الضرب
- تندیس چهره ماندگار خیرین
- نشان رهبران کارآفرینی کشور